# Datagram Delivery Protocol
Datagram Delivery Protocol (DDP) é um membro do conjunto de protocolos de rede AppleTalk . Sua principal responsabilidade é a entrega de datagramas soquete a soquete em uma rede AppleTalk.
- Nota: todos os protocolos de nível de aplicativo, incluindo os protocolos de infraestrutura NBP, RTMP e ZIP, foram criados com base no DDP.